# 京急400形電車 (2代)
京急400形電車（けいきゅう400がたでんしゃ）は、京浜急行電鉄（京急）に在籍していた通勤形電車。第二次世界大戦前期より戦後にかけて製造された複数の系列の車両を一つの系列としたものであるため、その経歴や外観は車両による差異が大きい。

## 概要
3扉ロングシート釣り掛け駆動車を、1965年（昭和40年）の形式整理によりデハ400形、サハ480形の2形式に統合した車両群であり、その製造年次から以下のバリエーションがある。また同車は戦後の京急車両の規格規範となった。同一形式とはいえ、出自・形態にあわせて番台区分されており、車番と形態の相関把握は容易である。
いずれのグループも、1970年代初頭に実施された徹底した更新修繕により、特に室内は1000形等、更新当時の新車に遜色無いものとなっていた。また、誘導無線アンテナ設置により、電動車パンタグラフの連結面寄りへの移設と一部の撤去が実施されていた。

更新が実施された1970年代初頭までは、快速特急から普通まで種別を問わず重用され、主力の一角をなしていた。長編成での運用も多く、とりわけ朝ラッシュ時には本グループ及び共通運用であった500形を混成した10両編成の特急が存在したほか、夏季海水浴シーズンには増発特急に駆り出されることもあった。特異な例としては1978年（昭和53年）の都営地下鉄ストライキに際して、車両需給の都合から、
420-420+420-420+460-480-480-460+500-550-550-500 →品川
の12両編成の特急が出現した記録がある（但し後部4両は金沢文庫→神奈川新町間のみ。）
高加速・高速性能確保や先頭電動車主義など、京急は独自の思想展開で知られるが、その影響は本形式も例外ではなく、登場当初は制御車だった車両も後年電動車もしくは中間付随車への改造が施された。この結果電動車デハ400形が64両に対し付随車がサハ480形が14両と、電動車比率が高く、電動車のみの編成であっても使用されている主電動機出力は115kW（150馬力）と大きい。付随車連結の編成では150kW（200馬力）のものを使用していた。このため、実際の運用では後年までカルダン駆動の他形式に伍して最高100km/hの本線高速運用にも充当された。これは1980年代に入って釣り掛け車を多用していた他社のうち、支線区各停用・低速高加速ダイヤの東急は94kW（125馬力）クラスの2M1T、本線優等用・高速低加速ダイヤの名鉄は110kW（147馬力）クラスの1M1Tを標準としていることを考慮すれば特異であり、前述した高加速と高速運転の双方を満たすための、京急ならではの事象といえる。
とはいえ、常にギヤやアクスルメタルへの給油点検を要する釣り掛け駆動装置の保守はもとより、MM'ユニット編成ではないため、主制御器等は電動車各車に搭載され、電気ブレーキを持たないため高速域から停止まで鋳鉄制輪子による空気ブレーキを使用することになるなど、保守上からは歓迎されざる要素が大きい車両でもある。ただし後年一部の車両は制動力の安定するレジン製制輪子に交換された。また、消費電力が大きいため、10両編成時には付随車連結の編成を組み込み8M2Tとすることなど、長編成時には組成上の制約が存在した。前述の更新が実施されたにもかかわらず、これらの問題からさほど長く運用されないまま営業運転から撤退することとなった。
1978年秋のダイヤ改正で普通列車の運転曲線が700形MTM基準となったため、その後は主に6両編成で川崎 - 逗子海岸間急行（逗子急行）や3両編成で空港線で運用された。デハ400・440グループは3両編成への組替と同時に空港線専用となった。デハ460・470グループは500形と共に150kW主電動機を装備していたが、これらは付随車を外して電動車比率を上げ、加速力を確保する意味合いもあったといわれる。実際組替後しばらくは3両+3両の6両編成で逗子急行に充当された。以後、800形の増備で本線から捻出された車両が空港線で運用されている一代前のグループを置き換えてゆく、ということを繰り返し、デハ400・420グループの2両編成やデハ470グループを除き、大半が空港線を最後に旅客運用から離脱した。
最後まで使用されたのはデハ460グループで、1986年（昭和61年）、500形と交替に廃車となった。

## グループ各説

### デハ400グループ
デハ401 - デハ420の20両。東京急行電鉄（東急、当時はいわゆる大東急）デハ5300形として製造された車両。1948年に京急が東急から分離独立して発足した時にデハ300形に改番された。

### デハ480→サハ480グループ
デハ（サハ）481 - デハ（サハ）490の10両。東急デハ5400形として製造された車両。京急発足時にデハ400形に改番。

### デハ420グループ
デハ421 - デハ436の16両。デハ420形として製造された車両。このグループは400形に包含された車両群で唯一改番された経歴がない。

### デハ440・460・470・サハ490グループ
下記3グループの計32両。デハ600形・クハ650形として製造された車両。
- デハ440グループ - デハ437・デハ438・デハ441 - デハ452（14両）
- デハ460グループ - デハ461 - デハ470（10両）
- デハ470・サハ490グループ - デハ471 - デハ474・サハ491 - サハ494（8両)